# Марион (Охајо)
Марион (енгл. Marion) град је у америчкој савезној држави Охајо.

## Демографија
По попису из 2010. године број становника је 36.837, што је 1.519 (4,3%) становника више него 2000. године.
| Група             | 2000.          | 2010.          |
| Белци             | 31.658 (89,6%) | 31.329 (85,0%) |
| Афроамериканци    | 2.475 (7,0%)   | 3.538 (9,6%)   |
| Азијати           | 192 (0,5%)     | 134 (0,4%)     |
| Хиспаноамериканци | 474 (1,3%)     | 1.098 (3,0%)   |
| Укупно            | 35.318         | 36.837         |